# ادوارد استفان
ادوارد ژان-ماری استفان (فرانسوی: Édouard Jean-Marie Stephan‎؛ ۳۱ اوت ۱۸۳۷ – ۳۱ دسامبر ۱۹۲۳) یک ستاره‌شناس اهل فرانسه بود.